# Araçatuba
Araçatuba város Brazíliában, São Paulo államban. Lakosainak száma 200 124 fő (2022). Araçatuba Gabriel Monteiro, Guararapes, Birigüi, Valparaíso, Santo Antônio do Aracanguá, Pereira Barreto, Bilac, Mirandópolis, Lavínia és Buritama községekkel határos.

## Népesség
A település népességének változása:
| Lakosok száma | 169 254 | 181 579 | 192 757 | 198 129 | 199 210 | 200 124 |
|               | 2000    | 2010    | 2015    | 2020    | 2021    | 2022    |